# Abbots Worthy
Abbots Worthy – wieś w Anglii, w hrabstwie Hampshire, w dystrykcie Winchester. Leży 8 km na północny wschód od miasta Winchester i 94 km na południowy zachód od Londynu.